# Cryptochrome
Cryptochrome (von griechisch κρυπτός, kryptós, „verborgen“ und χρωμα, chróma, „Farbe“) sind 50 bis 70 kDa schwere Flavoproteine, die als Fotorezeptoren für blaues Licht fungieren können. Obwohl schon über hundert Jahre bekannt ist, dass Pflanzen auf Blaulicht reagieren, wurde erstmals 1993 durch die Isolierung einer cDNA das Cryptochrom in Pflanzen identifiziert und seitdem auch in Tieren gefunden. Die Vorstufen dieser Proteine in Bakterien codieren für Licht-aktivierte Enzyme, die an der DNA-Reparatur beteiligt sind, eine Funktion, die in Eukaryonten nicht erhalten ist. Cryptochrome enthalten zwei nicht kovalent gebundene Chromophore, das Flavin-Adenin-Dinukleotid (FAD) und einen lichtsammelnden Kofaktor. Sie spielen eine Rolle bei der Aufrechterhaltung der circadianen Rhythmik bei Tieren und Pflanzen und bei der Magnetorezeption – der Wahrnehmung des Erdmagnetfeldes bei Tieren.

## Beschreibung und Funktion

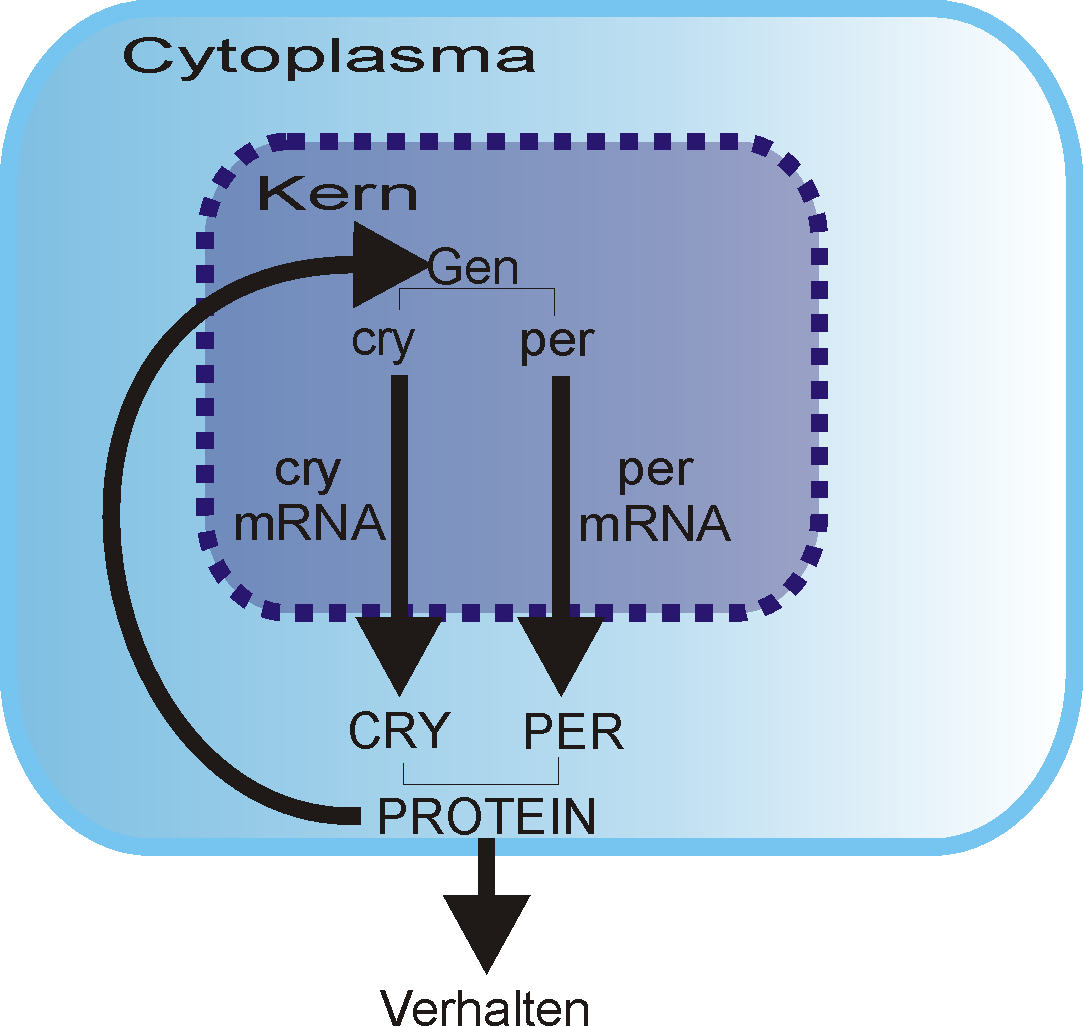
Die Gene cry und per werden im Kern abgelesen. cry und per Messenger-RNA veranlassen im Cytoplasma die Produktion des CRY- und PER-Proteins, was letztendlich zu entsprechend (rhythmischem) Verhalten führt. Im Cytoplasma koppeln sich CRY und PER aneinander (Dimer) und werden wieder zurück in den Kern transportiert (negative Rückkopplung), je nach Konzentration findet eine Genaktivität statt oder nicht.

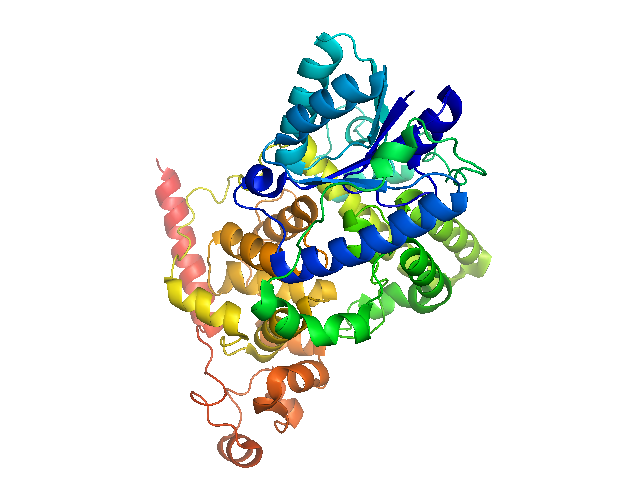
Struktur der CRY 1

Cryptochrome sind insofern bemerkenswert, als dass sie in vitro nach Lichtabsorption ein Flavosemichinonradikal bilden können, das Licht nicht nur im Blaubereich des Spektrums absorbiert, sondern auch im Grün-, Gelb und Rotbereich.
Durch die Entdeckung des CRY-Gens bei Taufliegen, das den Pflanzengenen cry1 und cry2 sehr ähnlich ist und welches für die Produktion des CRY-Proteins verantwortlich ist, wurde die Hypothese, dass Cryptochrome bei der zirkadianen Organisation involviert sind, immer wahrscheinlicher.
Untersuchungen an Knockout-Tieren zeigten, dass eine Maus Cryptochrome benötigt, um ein normales Funktionieren der zirkadianen Uhr zu gewährleisten. Durch homologe Rekombination konnten Van der Horst et al. (1999) mutierte Mäuse generieren, die das Gen cry1, cry2 oder beide Gene nicht mehr besaßen. Die Mutanten verhielten sich unter 12 Stunden Licht und 12 Stunden Dunkelheit (LD 12:12) wie normale Mäuse, das heißt, sie waren in ihren Lebensäußerungen rhythmisch. Allerdings zeigten sie unter konstanten Bedingungen (24 Stunden Dunkelheit – DD) arrhythmisches Verhalten. Daraus konnte man schließen, dass die Cryptochrome anscheinend für eine normale Uhrfunktion essentiell waren.
Es ist noch nicht bekannt, wie Cryptochrome mit anderen bekannten Maus-Uhr-Molekülen wie Clock, Periode oder Timeless interagiert oder wie die molekulare Basis der Uhr bei diesen mutanten Mäusen beeinflusst wird.
CRY1 und CRY2 sind bei mutanten Mäusen sowohl in den Augen als auch im Nucleus suprachiasmaticus (SCN), dem Sitz der master-clock, gefunden worden. Daher könnte man annehmen, dass Cryptochrome bei Säugetieren für die Lichtdetektion verantwortlich sind. Allerdings sprechen die bis jetzt bekannten Fakten gegen eine Beteiligung der Cryptochrome bei der Lichtdetektion und zumindest für die Anwesenheit einer anderen Gruppe von Photopigmenten, den Opsinen.
Bei Zugvögeln konnten Wissenschaftler der Universität Oldenburg ebenfalls CRY1- und CRY2-Proteine in der Netzhaut nachweisen (Gartengrasmücke). Hier konzentrieren sich die Proteine in speziellen Zelltypen der Retina, die besonders bei nachtziehenden Zugvögeln eine Rolle spielen; dann also, wenn sich die Gartengrasmücke vor allem magnetisch orientiert. Die Ergebnisse der Oldenburger Gruppe stützen die Hypothese, dass das Cryptochrom das magneto-sensorische Molekül sein könnte, das die magnetische Information in visuelle Signale übersetzt und es dem Vogel daher ermöglicht, mit Hilfe ihres Magnetsinns das Erdmagnetfeld der Erde wahrzunehmen. 2021 wurde ein entsprechender Quanteneffekt beschrieben.